# Internationale Luchthaven Nội Bài
De Internationale Luchthaven Noi Bai (Vietnamees: Sân bay Quốc tế Nội Bài) (IATA: HAN ICAO: VVNB) is een luchthaven in de Vietnamese hoofdstad Hanoi. De luchthaven ligt in het district Sóc Sơn. Dit is ook de op een na grootste luchthaven van het land. In 2007 werd er een nieuwe terminal gebouwd voor internationale vluchten.

## Luchtvaartmaatschappijen en bestemmingen

### Lobby A
| Luchtvaartmaatschappij | Bestemmingen                                    |
| ---------------------- | ----------------------------------------------- |
| Aeroflot               | Moskou-Sjeremetjevo                             |
| China Airlines         | Taipei-Taoyuan                                  |
| China Eastern Airlines | Shanghai-Pudong                                 |
| Dragonair              | Hong Kong                                       |
| EVA Air                | Taipei-Taoyuan                                  |
| Hong Kong Airlines     | Hong Kong                                       |
| Korean Air             | Seoel-Incheon                                   |
| Lao Airlines           | Luang Prabang, Vientiane                        |
| LOT Polish Airlines    | Warschau                                        |
| Qatar Airways          | Bangkok-Suvarnabhumi, Doha                      |
| Sichuan Airlines       | Chongqing                                       |
| Uni Air                | Kaohsiung                                       |
| Vladivostok Air        | Vladivostok; Jekaterinenburg (seizoensgebonden) |

### Lobby B
| Luchtvaartmaatschappij     | Bestemmingen                                   |
| -------------------------- | ---------------------------------------------- |
| Aeroflot                   | Moskou-Sheremetyevo                            |
| AirAsia                    | Kuala Lumpur                                   |
| Asiana Airlines            | Pusan, Seoel-Incheon                           |
| China Southern Airlines    | Beijing-Capital, Guangzhou                     |
| Japan Airlines             | Tokio-Narita                                   |
| Jetstar Asia Airways       | Singapore (vanaf 15 december)                  |
| Thai AirAsia               | Bangkok-Suvarnabhumi                           |
| Air France                 | Bangkok-Suvarnabhumi, Parijs-Charles de Gaulle |
| Asiana Airlines            | Seoul-Incheon                                  |
| China Southern Airlines    | Beijing-Capital, Guangzhou                     |
| Japan Airlines             | Osaka-Kansai, Tokyo-Narita                     |
| Malaysia Airlines          | Kuala Lumpur                                   |
| Singapore Airlines         | Singapore                                      |
| Thai AirAsia               | Bangkok-Suvarnabhumi                           |
| Thai Airways International | Bangkok-Suvarnabhumi                           |
| Tiger Airways              | Singapore                                      |

### Lobby C - Vietnam Airlines
| Luchtvaartmaatschappij | Bestemmingen |
| ---------------------- | --- |
| Vietnam Airlines       | Bangkok-Suvarnabhumi, Beijing-Capital, Busan, Guangzhou, Frankfurt, Fukuoka, Hong Kong, Kaohsiung, Kuala Lumpur, Kunming, Londen-Gatwick (vanaf 8 december), Luang Prabang, Moskou-Domodedovo, Nagoya-Centrair, Osaka-Kansai, Parijs-Charles de Gaulle, Seoel-Incheon, Shanghai-Pudong, Siem Reap, Singapore, Sydney, Taipei-Taoyuan, Tokio-Narita, Vientiane, Yangon |

### Lobby D - Binnenlandse vluchten
| Luchtvaartmaatschappij | Bestemmingen |
| ---------------------- | --- |
| Air Mekong             | Buon Ma Thuot, Con Dao (vanaf 6 september), Da Lat, Ho Chi Minh City, Phu Quoc, Pleiku                                                       |
| Pacific Airlines       | Da Nang, Can Tho, Ho Chi Minh City, Nha Trang (tot 5 september)                                                                              |
| Vietnam Airlines       | Buon Ma Thuot, Can Tho, Chu Lai, Da Lat, Da Nang, Dien Bien Phu, Dong Hoi, Ho Chi Minh City, Hue, Nha Trang, Quy Nhon, Pleiku, Tuy Hoa, Vinh |

### Cargo airlines
| Luchtvaartmaatschappij   | Bestemmingen                         |
| ------------------------ | ------------------------------------ |
| Air France Cargo         | Dubai, Hong Kong, Paris              |
| Cargolux                 | Luxemburg                            |
| Cathay Pacific Cargo     | Hong Kong                            |
| China Airlines Cargo     | Singapore, Taipei-Taoyuan            |
| EVA Air Cargo            | Frankfurt, Singapore, Taipei-Taoyuan |
| Fedex Express            | Guangzhou                            |
| Hong Kong Airlines       | Hong Kong                            |
| Jade Cargo International | Amsterdam, Chennai, Shanghai-Pudong  |
| Korean Air Cargo         | Seoul-Incheon, Singapore             |
| Lufthansa Cargo          | Frankfurt                            |
| Singapore Airlines Cargo | Singapore                            |
| Qatar Airways Cargo      | Doha                                 |